# Centro Habana
Centro Habana är en kommun i Kuba.   Den ligger i provinsen Provincia de La Habana, i den västra delen av landet, i huvudstaden Havanna. Centro Habana ligger 45 meter över havet och antalet invånare är 158 151.
Terrängen runt Centro Habana är platt. Havet är nära Centro Habana åt nordväst. Runt Centro Habana är det mycket tätbefolkat, med 3 494 invånare per kvadratkilometer. Närmaste större samhälle är Havanna, 2,0 km väster om Centro Habana. Runt Centro Habana är det i huvudsak tätbebyggt.